# Lista över gatunamn i Göteborg från och med 2016
Det här är en lista över gatunamn i Göteborg från och med 2016. Den innehåller namn på gator, vägar, gångstigar, torg och platser i Göteborgs kommun som har tillkommit från och med år 2016 och är en fortsättning på Gatunamn i Göteborg från och med 2001.

## Kronologisk lista över gatunamn i Göteborg från och med 2016
För gatunamn under perioden 2001–2015, se lista över gatunamn i Göteborg 2001–2015.
| Gatunamn                              | Stadsdel                                                                                    | Motivering | Typ                   | Fastställd | Koordinater                                              | Bild |
| ------------------------------------- | ------------------------------------------------------------------------------------------- | --- | --------------------- | ---------- | -------------------------------------------------------- | ---- |
| Carlandersparken                      | Johanneberg, Stadsdelsnämndsområde Centrum.                                                 | Carlanderska sjukhuset är placerat i parken. | park                  | 2016-01-26 | 57°41′33.46″N 11°59′18.4″Ö / 57.6926278°N 11.988444°Ö    |      |
| Stora Billingens Cykelväg             | Stadsdelsnämndsområde Västra Göteborg.                                                      | Berget intill har namnet Stora Billingen. Namnet billing har en betydelse som återfinns i tvilling. I nordisk mytologi vaktade tvillingarna Billing och Gilling västra delen av Mimers rike. | cykelväg              | 2016-01-26 | 57°40′57.33″N 11°52′36.66″Ö / 57.6825917°N 11.8768500°Ö  |      |
| Kaggeledsbacken                       | Sävenäs, Stadsdelsnämndsområde Örgryte-Härlanda.                                            | Ansluter till den år 1945 fastställda Kaggeledsgatan. | gata                  | 2016-01-26 | 57°43′15.49″N 12°2′4.164″Ö / 57.7209694°N 12.03449000°Ö  |      |
| Clara Olbers Väg                      | Kärra, Stadsdelsnämndsområde Norra Hisingen.                                                | Efter Clara Olbers (1713–1778), hustru till Magnus Lagerström, direktör för Ostindiska kompaniet och ägare till gården Claraberg. | gång- och cykelväg    | 2016-02-16 | 57°47′58.5″N 11°59′8.74″Ö / 57.799583°N 11.9857611°Ö     |      |
| Prilyckegången                        | Kärra, Stadsdelsnämndsområde Norra Hisingen.                                                | Efter namnet på ängen Prylyckan. Stavningen föryngrad efter uttal. | gång- och cykelväg    | 2016-02-16 | 57°47′41.75″N 11°59′7.04″Ö / 57.7949306°N 11.9852889°Ö   |      |
| Böneredsgången                        | Kärra, Stadsdelsnämndsområde Norra Hisingen.                                                | Efter hemmanet Bönered. | gång- och cykelväg    | 2016-02-16 | 57°47′25.32″N 11°58′52.83″Ö / 57.7903667°N 11.9813417°Ö  |      |
| Lillekärrsgången                      | Kärra, Stadsdelsnämndsområde Norra Hisingen.                                                | Efter gården Lillekärr. | gång- och cykelväg    | 2016-02-16 | 57°47′46.15″N 11°59′16.85″Ö / 57.7961528°N 11.9880139°Ö  |      |
| Kärragången                           | Kärra, Stadsdelsnämndsområde Norra Hisingen.                                                | Efter Kärra Centrum, fastställt 1997 (från 1971 Kärraplatsen). | gång- och cykelväg    | 2016-02-16 | 57°47′31.83″N 11°59′33.23″Ö / 57.7921750°N 11.9925639°Ö  |      |
| Ligårdsgången                         | Kärra, Stadsdelsnämndsområde Norra Hisingen.                                                | Efter kronohemmanet Ligård. | gång- och cykelväg    | 2016-02-16 | 57°47′38.37″N 11°59′52.47″Ö / 57.7939917°N 11.9979083°Ö  |      |
| Orrekulla Mellanväg                   | Kärra, Stadsdelsnämndsområde Norra Hisingen.                                                | Belägen mellan Orrekullagatan och Orrekulla Industriväg. | gång- och cykelväg    | 2016-02-16 | 57°47′44.51″N 12°0′11.7″Ö / 57.7956972°N 12.003250°Ö     |      |
| Ligårdsvägen                          | Kärra, Stadsdelsnämndsområde Norra Hisingen.                                                | Efter platsen för tidigare kronohemmanet Ligården. | gång- och cykelväg    | 2016-02-16 | 57°47′48.87″N 12°0′8.61″Ö / 57.7969083°N 12.0023917°Ö    |      |
| Nortagenegången                       | Kärra, Stadsdelsnämndsområde Norra Hisingen.                                                | Efter gården Nortagene. | gång- och cykelväg    | 2016-02-16 | 57°47′21.28″N 11°59′5.73″Ö / 57.7892444°N 11.9849250°Ö   |      |
| Emma Lindbergs Väg                    | Bergum, Stadsdelsnämndsområde Angered.                                                      | Namnet avser en ny väg till en tomt norr om Bergums kyrka. Emma Kristina Larsdotter Lindberg (1870–1956), suppleant i taxeringsnämnden och styrelseledamot i Blåbandsföreningen Orion, var den förste ägaren till tomten, avstyckad 1939, som vägen leder till. | väg                   | 2016-02-16 | 57°48′54.55″N 12°10′10.79″Ö / 57.8151528°N 12.1696639°Ö  |      |
| Olofstorps Järnvägspark               | Olofstorp, Stadsdelsnämndsområde Angered.                                                   | Park runt Olofstorps station. | park                  | 2016-02-16 | 57°48′16.57″N 12°10′9.13″Ö / 57.8046028°N 12.1692028°Ö   |      |
| Klippans Strandpromenad               | Majorna, Stadsdelsnämndsområde Västra Göteborg.                                             | Längs hamnen nedanför Carnegiska bruket i Klippan. | gång- och cykelväg    | 2016-02-16 | 57°41′26.68″N 11°54′24.2″Ö / 57.6907444°N 11.906722°Ö    |      |
| Betselvägen                           | Angered, Stadsdelsnämndsområde Angered.                                                     | Området har temanamn efter lantbruk. Efter betsel – remtyg och bett som används för att behärska och styra en häst. | väg                   | 2016-02-16 | 57°47′55.47″N 12°2′54.35″Ö / 57.7987417°N 12.0484306°Ö   |      |
| Bandtraktorgatan                      | Angered, Stadsdelsnämndsområde Angered.                                                     | Området har temanamn efter lantbruk. I närheten ligger Traktorvägen. | gata                  | 2016-02-16 | 57°47′46.56″N 12°2′45.58″Ö / 57.7962667°N 12.0459944°Ö   |      |
| Brygghusvägen                         | Björlanda, Stadsdelsnämndsområde Västra Hisingen.                                           | Området vid Kronängen har gruppnamn efter jordbruksbyggnader. Efter brygghus – byggnad för tvätt och ölbryggning. | väg                   | 2016-02-16 | 57°45′18.43″N 11°49′43.33″Ö / 57.7551194°N 11.8287028°Ö  |      |
| Lärjehedsvägen                        | Hjällbo, Stadsdelsnämndsområde Angered.                                                     | Genom Lärjeheds kolonistugeområde. Efter ortnamnet Lärje hed. | väg                   | 2016-02-16 | 57°46′21.12″N 12°3′12.11″Ö / 57.7725333°N 12.0533639°Ö   |      |
| Garnisonsparken                       | Heden, Stadsdelsnämndsområde Centrum.                                                       | Parken mellan Ernst Fontells Plats och Tingsrätten var under perioden slutet av 1700-talet till 1830-talet garnisonskyrkogård, det vill säga militär begravningsplats. | park                  | 2016-02-16 | 57°42′21.28″N 11°58′59.98″Ö / 57.7059111°N 11.9833278°Ö  |      |
| Hult Åsens Väg                        | Askim, Stadsdelsnämndsområde Askim-Frölunda-Högsbo.                                         | Väg från Marholmsvägen, intill Hult Åsens naturreservat. | park                  | 2016-02-16 | 57°37′45.36″N 11°55′25.03″Ö / 57.6292667°N 11.9236194°Ö  |      |
| Anna Branzells Gata                   | Kviberg, Stadsdelsnämndsområde Östra Göteborg.                                              | Efter Anna Branzell (1895–1983), den första kvinnan som tog examen vid KTH och Sveriges första kvinna som tog arkitektexamen. | gata                  | 2016-02-16 | 57°43′59″N 12°1′50.58″Ö / 57.73306°N 12.0307167°Ö        |      |
| Ingeborg Hammarskjölds Gata           | Kviberg, Stadsdelsnämndsområde Östra Göteborg.                                              | Efter Ingeborg Hammarskjöld (1909–1994), tog arkitektexamen från Chalmers 1931. | gata                  | 2016-02-16 | 57°44′1.68″N 12°2′0.47″Ö / 57.7338000°N 12.0334639°Ö     |      |
| Margit Halls Gata                     | Kviberg, Stadsdelsnämndsområde Östra Göteborg.                                              | Efter Margit Hall (1901–1937), Sveriges första kvinnliga ordinarie arkitektstudent vid Chalmers. | gata                  | 2016-02-16 | 57°44′1.39″N 12°1′55.91″Ö / 57.7337194°N 12.0321972°Ö    |      |
| Ingrid Wallbergs Gata                 | Kviberg, Stadsdelsnämndsområde Östra Göteborg.                                              | Efter Ingrid Wallberg (1880–1965), första kvinnliga arkitekten som startade egen verksamhet. | gata                  | 2016-02-16 | 57°44′2.91″N 12°2′9.04″Ö / 57.7341417°N 12.0358444°Ö     |      |
| Väderutsikten                         | Biskopsgården, Stadsdelsnämndsområde Västra Hisingen.                                       | Väg norr om Vädermotet. Tidigare inofficiellt, nu fastställt. | väg                   | 2016-02-16 | 57°42′30.81″N 11°52′33.93″Ö / 57.7085583°N 11.8760917°Ö  |      |
| Rya Skog                              | Rödjan, Stadsdelsnämndsområde Västra Hisingen.                                              | Rya skog är belägen väster om Ryaverket. Namnet Rya har, liksom ortnamnet Rödjan, betydelsen att röja. | skog                  | 2016-02-16 | 57°41′43.96″N 11°53′9.93″Ö / 57.6955444°N 11.8860917°Ö   |      |
| Traneredsparken                       | Älvsborg, Stadsdelsnämndsområde Västra Göteborg.                                            | Områdets ortnamn är Tranered efter hemmanet Tranered. | park                  | 2016-02-16 | 57°40′21.44″N 11°52′45.44″Ö / 57.6726222°N 11.8792889°Ö  |      |
| Gibraltarkroken                       | Krokslätt, Stadsdelsnämndsområde Centrum.                                                   | Område med studentbostäder och förskola, nås från Gibraltargatan. | gata                  | 2016-02-16 | 57°40′57.2″N 11°59′6.7″Ö / 57.682556°N 11.985194°Ö       |      |
| Stora Förövägen                       | Styrsö, Stadsdelsnämndsområde Västra Göteborg.                                              | Väg tvärs över Stora Förö. | väg                   | 2016-02-16 | 57°37′43.67″N 11°50′55.36″Ö / 57.6287972°N 11.8487111°Ö  |      |
| Munkebäcks Allé                       | Kålltorp, Stadsdelsnämndsområde Örgryte-Härlanda.                                           | På platsen för tidigare Munkebäcksskolan, bredvid Munkebäcksgatan, namngiven 1929 efter Munkebäcken, tidigare namn på Härlandabäcken. | väg                   | 2016-02-16 | 57°43′15.69″N 12°1′30.65″Ö / 57.7210250°N 12.0251806°Ö   |      |
| Ekereds Byväg                         | Angered, Stadsdelsnämndsområde Angered.                                                     | Namnet anknyter till andra vägnamn i området med förledet Ek: Ekeredsvägen (1969), Ekevadsvägen (1998), Ekevadsbron (1979). | väg                   | 2016-03-22 | 57°47′2.67″N 12°5′9.72″Ö / 57.7840750°N 12.0860333°Ö     |      |
| Ann-Ida Broströms Gata                | Torp, Stadsdelsnämndsområde Örgryte-Härlanda.                                               | Uppkallad efter Ann-Ida Broström (1882–1965), som donerade pengar till Broströmsgården vid Welandergatan intill. | gata                  | 2016-03-22 | 57°42′17.81″N 12°1′17.36″Ö / 57.7049472°N 12.0214889°Ö   |      |
| Tillgången                            | Krokslätt, Stadsdelsnämndsområde Centrum.                                                   | 99 nya studentbostäder uppförs i Olofshöjd. Befintliga gator i området heter Uppstigen, Motgången och Framgången. | gata                  | 2016-03-22 | 57°41′11.74″N 11°59′34.97″Ö / 57.6865944°N 11.9930472°Ö  |      |
| Emil Klassons Väg                     | Askim, Stadsdelsnämndsområde Askim-Frölunda-Högsbo.                                         | Emil Klasson (1866–1961) växte upp i området "Kroa" i Billdal. Han var äldst av tre bröder, varav de två yngre emigrerade till USA och senare återvände. Efter deras hemkomst delades marken upp och Emil Klasson testamenterade senare sina tre tunnland till nuvarande fastighetsägaren. | väg                   | 2016-03-22 | 57°34′50.34″N 11°56′23.12″Ö / 57.5806500°N 11.9397556°Ö  |      |
| Månadsparken                          | Kortedala, Stadsdelsnämndsområde Östra Göteborg.                                            | I Kortedala förekommer gruppnamn efter almanackan. Parken mellan Månadsgatan, Runstavsgatan och kalendervägen har sedan 1960-talet inofficiellt kallats Månadsparken. | park                  | 2016-03-22 | 57°44′48.44″N 12°1′57.72″Ö / 57.7467889°N 12.0327000°Ö   |      |
| Gömmet                                | Gamlestaden, Stadsdelsnämndsområde Östra Göteborg.                                          | Namnet kommer ursprungligen från torpet Gömmet vid Kviberg. | park                  | 2016-03-22 | 57°43′59.86″N 12°0′59.21″Ö / 57.7332944°N 12.0164472°Ö   |      |
| Sigrid Storrådas Gata                 | Backa, Stadsdelsnämndsområde Norra Hisingen.                                                | I området runt Selma Lagerlöfs torg är gatorna namnsatts efter Selma Lagerlöfs författarskap: Akkas Gata (1967), Körkarlens Gata (1967), Gåsagången (1969) och Gösta Berlings Gata (1969). I boken Drottningar i Kungahälla (1899) porträtteras Sigrid Storråda. | gata                  | 2016-04-26 | 57°45′1.75″N 11°58′50.51″Ö / 57.7504861°N 11.9806972°Ö   |      |
| Gullhavregatan                        | Backa, Stadsdelsnämndsområde Norra Hisingen.                                                | Väster om Litteraturgatan är gatorna namngivna efter grässorter: Halmgatan (1970), Högatan (1950) och Gräsgatan (1950). En ny lokalgata i anslutning till dessa namngiven efter det vanliga gräset gullhavre. | gata                  | 2016-04-26 | 57°44′56.35″N 11°58′47.73″Ö / 57.7489861°N 11.9799250°Ö  |      |
| Palmträgatan                          | Backa, Stadsdelsnämndsområde Norra Hisingen.                                                | Söder om Selma Lagerlöfs torg har gatorna gruppnamn kopplade till Litteraturgatan: Poetgatan (1973), Sägengatan (1967), Legendgatan (1972) och Rimmaregatan (1967). Namnet på gatan mellan Legendgatan och Sägengatan och Selma Lagerlöfs torg knyter an till Selma Lagerlöfs författarskap: I Läsebok för folkskolan och Kristuslegender omnämns palmer. | gata                  | 2016-04-26 | 57°44′54.7″N 11°58′52.1″Ö / 57.748528°N 11.981139°Ö      |      |
| Hedtångsvägen                         | Askim, Stadsdelsnämndsområde Askim-Frölunda-Högsbo.                                         | Området från Klåvavägen mot Krogabäcken kallades förr Hedtången (i folkmun Hetånga). Tolkningen av namnet är längst ut på heden. | väg                   | 2016-04-26 | 57°35′52.05″N 11°57′8.74″Ö / 57.5977917°N 11.9524278°Ö   |      |
| Bergums Prästgårdsslinga              | Olofstorp, Stadsdelsnämndsområde Angered.                                                   | Intill Bergums Prästgårdsväg. | väg                   | 2016-04-26 | 57°48′8.83″N 12°10′6.82″Ö / 57.8024528°N 12.1685611°Ö    |      |
| Torpavallsparken                      | Kålltorp, Stadsdelsnämndsområde Örgryte-Härlanda.                                           | Intill Torpavallsgatan. | park                  | 2016-04-26 | 57°43′21.83″N 12°1′36.21″Ö / 57.7227306°N 12.0267250°Ö   |      |
| Krusbärsvägen                         | Tynnered, Stadsdelsnämndsområde Västra Göteborg.                                            | Gator i norra Tynnered har namngivits efter frukter och bär och i södra Tynnered efter mineraler. | gång- och cykelväg    | 2016-05-24 | 57°39′5.24″N 11°53′36.85″Ö / 57.6514556°N 11.8935694°Ö   |      |
| Enbärsgången                          | Tynnered, Stadsdelsnämndsområde Västra Göteborg.                                            | Gator i norra Tynnered har namngivits efter frukter och bär och i södra Tynnered efter mineraler. | gång- och cykelväg    | 2016-05-24 | 57°39′6.27″N 11°53′23.18″Ö / 57.6517417°N 11.8897722°Ö   |      |
| Limevägen                             | Tynnered, Stadsdelsnämndsområde Västra Göteborg.                                            | Gator i norra Tynnered har namngivits efter frukter och bär och i södra Tynnered efter mineraler. | gång- och cykelväg    | 2016-05-24 | 57°39′5.95″N 11°52′39.34″Ö / 57.6516528°N 11.8775944°Ö   |      |
| Pomeransvägen                         | Tynnered, Stadsdelsnämndsområde Västra Göteborg.                                            | Gator i norra Tynnered har namngivits efter frukter och bär och i södra Tynnered efter mineraler. | gång- och cykelväg    | 2016-05-24 | 57°39′13.56″N 11°53′0.39″Ö / 57.6537667°N 11.8834417°Ö   |      |
| Apelsingången                         | Tynnered, Stadsdelsnämndsområde Västra Göteborg.                                            | Gator i norra Tynnered har namngivits efter frukter och bär och i södra Tynnered efter mineraler. | gång- och cykelväg    | 2016-05-24 | 57°39′7.93″N 11°52′53.47″Ö / 57.6522028°N 11.8815194°Ö   |      |
| Kvartsvägen                           | Tynnered, Stadsdelsnämndsområde Västra Göteborg.                                            | Gator i norra Tynnered har namngivits efter frukter och bär och i södra Tynnered efter mineraler. Av kvarts. | gång- och cykelväg    | 2016-05-24 | 57°39′23.35″N 11°53′17.65″Ö / 57.6564861°N 11.8882361°Ö  |      |
| Krysolitvägen                         | Tynnered, Stadsdelsnämndsområde Västra Göteborg.                                            | Gator i norra Tynnered har namngivits efter frukter och bär och i södra Tynnered efter mineraler. Av krysolit. | gång- och cykelväg    | 2016-05-24 | 57°39′25.87″N 11°53′26″Ö / 57.6571861°N 11.89056°Ö       |      |
| Grevegårdens Kyrkväg                  | Tynnered, Stadsdelsnämndsområde Västra Göteborg.                                            | Gångväg från Stora Fiskebäcksvägen till Grevegårdens kyrka. | gångväg               | 2016-05-24 | 57°39′22.48″N 11°53′5.6″Ö / 57.6562444°N 11.884889°Ö     |      |
| Åsarnas Torg                          | Askim, Stadsdelsnämndsområde Askim-Frölunda-Högsbo.                                         | Flera höjder med namn som innehåller efterledet ås eller åsen finns i närheten, till exempel Hovås, Kopparås, Lindås, Björnåsen, Graneråsen och Sandås. | torg                  | 2016-05-24 | 57°35′55.69″N 11°57′6.54″Ö / 57.5988028°N 11.9518167°Ö   |      |
| Krogabäcksparken                      | Askim, Stadsdelsnämndsområde Askim-Frölunda-Högsbo.                                         | I anslutning till Krogabäcken. | park                  | 2016-05-24 | 57°35′54.72″N 11°57′4.61″Ö / 57.5985333°N 11.9512806°Ö   |      |
| Smyckeparken                          | Tynnered, Stadsdelsnämndsområde Västra Göteborg.                                            | Intill Smyckegatan. | park                  | 2016-05-24 | 57°39′13.88″N 11°53′45.46″Ö / 57.6538556°N 11.8959611°Ö  |      |
| Lundenhallen                          | Lunden, Stadsdelsnämndsområde Örgryte-Härlanda.                                             | Namn på ny idrottshall intill Lundenskolan. | idrottshall           | 2016-05-24 | 57°42′25.0″N 12°0′37.3″Ö / 57.706944°N 12.010361°Ö       |      |
| Aröds Genväg                          | Backa, Stadsdelsnämndsområde Norra Hisingen.                                                | Efter hemmanet Aröd, omnämnt första gången år 1528, år 1539 skrivet Arnneröd. Troligen genitivformen av namnet Arne. Efterledet röd betyder röjning. | gång- och cykelväg    | 2016-06-14 | 57°44′15.78″N 11°57′11.95″Ö / 57.7377167°N 11.9533194°Ö  |      |
| Kvilledalsvägen                       | Tuve, Stadsdelsnämndsområde Norra Hisingen.                                                 | Längs Kvillebäcken. | gång- och cykelväg    | 2016-06-14 | 57°44′11.3″N 11°57′4.45″Ö / 57.736472°N 11.9512361°Ö     |      |
| Postegårdsvägen                       | Backa, Stadsdelsnämndsområde Lundby.                                                        | Efter postgård/postegård; enligt 1636 års postförordning fanns postbönder som skötte postutdelningen. | gång- och cykelväg    | 2016-06-14 | 57°43′39.55″N 11°57′6.46″Ö / 57.7276528°N 11.9517944°Ö   |      |
| Halvorslänk                           | Biskopsgården, Stadsdelsnämndsområde Västra Hisingen.                                       | Väg längs Halvorsäng. Efter namnet Hallvord eller Hallvar. | väg                   | 2016-06-14 | 57°42′17.97″N 11°51′32.91″Ö / 57.7049917°N 11.8591417°Ö  |      |
| Burgårdens Gångväg                    | Heden, Stadsdelsnämndsområde Centrum                                                        | Gång- och cykelväg längs Mölndalsån öster om Burgårdsparken som fått sitt namn efter landeriet Burgården. | gångväg               | 2016-08-29 | 57°42′19.45″N 11°59′23.52″Ö / 57.7054028°N 11.9898667°Ö  |      |
| Ågrändsbron                           | Heden, Gårda, Stadsdelsnämndsområde Centrum                                                 | Bro över Mölndalsån. Ortnamnet efter tidigare Ågränd fastställd 1899 och bekräftad 1923 som bigata till Åvägen. Namnet togs bort då stadsplanen ändrades 1987. | bro                   | 2016-08-29 | 57°42′24.5″N 11°59′22.78″Ö / 57.706806°N 11.9896611°Ö    |      |
| Bältbron                              | Stampen, Gårda, Stadsdelsnämndsområde Centrum                                               | Gång- och cykelbro över Mölndalsån från Bältgatan till Ringlinjeplatsen. Bältgatan har sitt namn efter kvarteret Stora Bält och namnsattes 1933. | gång- och cykelbro    | 2016-08-29 | 57°42′40.33″N 11°59′33.43″Ö / 57.7112028°N 11.9926194°Ö  |      |
| Svingelns Gångväg                     | Gullbergsvass, Stampen, Stadsdelsnämndsområde Centrum                                       | Gång- och cykelväg från Gullbergsvassgatan mot Svingeln. | gång- och cykelväg    | 2016-08-29 | 57°42′53.65″N 11°59′35.45″Ö / 57.7149028°N 11.9931806°Ö  |      |
| Gullbergsbro                          | Stampen, Olskroken, Stadsdelsnämndsområde Centrum                                           | Cykelväg på bro över E6 framtill Minuthandelsgatan. Gullbergsbron fanns inofficiellt som namn på bro över Gullbergsån. Namnet har avregistrerats. | cykelväg på bro       | 2016-08-29 | 57°42′59.27″N 11°59′35.84″Ö / 57.7164639°N 11.9932889°Ö  |      |
| Emerentias Gångväg                    | Gullbergsvass, Stadsdelsnämndsområde Centrum                                                | Gång- och cykelväg mellan Kruthusgatan och skansen Lejonet. Vägen upp mot skansen fick namnet Emerentias Backe efter Emerentia Pauli Krakow 1988, som försvarade Gullbergs fästning mot Christian IV:s anfall 1612. | gångväg               | 2016-08-29 | 57°42′53.16″N 11°59′22.22″Ö / 57.7147667°N 11.9895056°Ö  |      |
| Taggsvansbacken                       | Bö, Stadsdelsnämndsområde Örgryte-Härlanda                                                  | Gång- och cykelväg mellan Karlfeldtsgatan och Nellickevägen. Namn efter kvarteret Taggsvansen 101 i Bö som vägen korsar. Ödlan taggsvans eller taggstjärtagam (Agamo stellio) är dagaktiv och lever i bergiga trakter. | gång- och cykelväg    | 2016-08-29 | 57°41′36.15″N 11°59′54.03″Ö / 57.6933750°N 11.9983417°Ö  |      |
| Såpbrukets Gångväg                    | Krokslätt, Stadsdelsnämndsområde Centrum                                                    | Gång- och cykelväg i Krokslätt. Namn efter den tidigare Såpebruksgatan som fastställdes 1923 och avregistrerades troligen 1944. På Krokslätt Kongegårdens mark låg i början av 1800-talet en såpfabrik. | gång- och cykelväg    | 2016-08-29 | 57°41′15.17″N 11°59′39.7″Ö / 57.6875472°N 11.994361°Ö    |      |
| Rusthållarebacken                     | Krokslätt, Stadsdelsnämndsområde Centrum                                                    | Gång- och cykelväg från Mölndalsvägen upp till Gyllenkrooksgatan. Vägen passerar Rusthållareplatsen. Efter det borttagna namnet Rusthållaregatan som kom till 1932 efter ett "närbeläget gammalt soldattorp". | gång- och cykelväg    | 2016-08-29 | 57°41′25.42″N 11°59′29.17″Ö / 57.6903944°N 11.9914361°Ö  |      |
| Stora Dammenstigen                    | Slottsskogen, Stadsdelsnämndsområde Majorna-Linné                                           | Stig i Slottsskogen utmed Margretebergsgatan mot Stora Dammen. | gång- och cykelväg    | 2016-08-29 | 57°40′53.45″N 11°56′37.05″Ö / 57.6815139°N 11.9436250°Ö  |      |
| Björsaredshöjden                      | Olofstorp, Stadsdelsnämndsområde Angered                                                    | Namn efter gården Björsared som finns belagd sedan 1545. Lilla Björsaredsvägen, fastställd 1972, kan inte förlängas och behöver nytt namn som leder upp till nytt bostadsområde. | väg                   | 2016-08-29 | 57°47′35.39″N 12°8′47.78″Ö / 57.7931639°N 12.1466056°Ö   |      |
| Doktor Rosenbergs Gångväg             | Guldheden, Stadsdelsnämndsområde Centrum                                                    | Doktor Anna Rosenberg (1868–1899) var den andra kvinnliga ledamoten i Göteborgs Läkaresällskap. | gångväg               | 2016-09-26 | 57°40′46.98″N 11°58′35.25″Ö / 57.6797167°N 11.9764583°Ö  |      |
| Doktor Lidforss af Geijerstam Gångväg | Guldheden, Stadsdelsnämndsområde Centrum                                                    | Gärda Lidforss af Geijerstam (1871–1947) hade praktik i Göteborg med psykoterapeutisk och social inriktning. Hon var läkare vid skolor och höll lektioner i hygien, särskild kvinnohygien. | gångväg               | 2016-09-26 | 57°40′44.54″N 11°58′42.46″Ö / 57.6790389°N 11.9784611°Ö  |      |
| August Strindbergs Gångväg            | Skår, Stadsdelsnämndsområde Örgryte-Härlanda                                                | August Strindbergsgatan fastställdes 1947. 1955 planerades två nya broar över Mölndalsån. Den södra bron sträcktes i August Strindbergsgatans förlängning och gavs namnet Strindbergsbron. Då stadsplanen ändrades 1974 återstår av August Strindbergsgatan idag endast en gång- och cykelväg. | gång- och cykelvägväg | 2016-09-26 | 57°41′3.22″N 12°0′7.01″Ö / 57.6842278°N 12.0019472°Ö     |      |
| Förö Brandstig                        | Styrsö, Stadsdelsnämndsområde Västra Göteborg                                               | Stig som leder till brandstationen på Stora Förö. | stig                  | 2016-09-26 | 57°37′39.27″N 11°50′58.19″Ö / 57.6275750°N 11.8494972°Ö  |      |
| Gråskärsparken                        | Tynnered, Stadsdelsnämndsområde Västra Göteborg                                             | Park vid Gråskärsgatan. | park                  | 2016-09-26 | 57°38′39.58″N 11°52′58.85″Ö / 57.6443278°N 11.8830139°Ö  |      |
| Lerbäckskullen                        | Skogome, Stadsdelsnämndsområde Norra Hisingen                                               | Ny tillfartsväg till ny avstyckad fastighet utmed Lerbäcksvägen (1979). Vägen har sitt namn efter gården Lerbäck som finns belagd sedan 1659. Fastigheten utgörs av en kulle varför Lerbäckskullen är lokaliserande. | tillfartsväg          | 2016-09-26 | 57°46′34.81″N 11°57′10.8″Ö / 57.7763361°N 11.953000°Ö    |      |
| Lerbäcksgläntan                       | Skogome, Stadsdelsnämndsområde Norra Hisingen                                               | Ny tillfartsväg till ny avstyckad fastighet utmed Lerbäcksvägen (1979). Vägen har sitt namn efter gården Lerbäck som finns belagd sedan 1659. Boningshusen ligger i en glänta varför Lerbäcksgläntan är lokaliserande. | tillfartsväg          | 2016-09-26 | 57°46′32.65″N 11°57′8.36″Ö / 57.7757361°N 11.9523222°Ö   |      |
| Stallkullevägen                       | Askim, Stadsdelsnämndsområde Askim-Frölunda-Högsbo                                          | Nya fastigheter nedanför Stallkullen längs ny väg med utfart mot Lesikavägen (1982). Berget Stallkullen var lekplatsen för gårdens barn. | väg                   | 2016-09-26 | 57°34′50.94″N 11°57′35.17″Ö / 57.5808167°N 11.9597694°Ö  |      |
| Insiktsgatan                          | Lindholmen, Stadsdelsnämndsområde Lundby                                                    | Ny gata för att underlätta adressättning till tekniskt gymnasium på kunskapscentrum, Lindholmen. I området har gator namn som Kunskapsgatan, Utvecklingsgatan, Lärdomsgatan, Tankegången tillkomna 1994. Insikt är synonym med kunskap. | gata                  | 2016-09-26 | 57°42′15.61″N 11°56′3.76″Ö / 57.7043361°N 11.9343778°Ö   |      |
| Knapebacken                           | Askim, Stadsdelsnämndsområde Askim-Frölunda-Högsbo                                          | Nya hus mellan Sisjövägen och Askims Domarringsväg i Kobbegården. Namn efter Knapegården som har tidigare legat på platsen. | väg                   | 2016-09-26 | 57°38′11.91″N 11°57′7.92″Ö / 57.6366417°N 11.9522000°Ö   |      |
| Sisjöbäckens Väg                      | Askim, Stadsdelsnämndsområde Askim-Frölunda-Högsbo                                          | Nya hus söder om Sisjövägen. Namn efter Sisjöbäcken som rinner genom området. | väg                   | 2016-09-26 | 57°38′11.91″N 11°57′33.52″Ö / 57.6366417°N 11.9593111°Ö  |      |
| Åkaregatan                            | Stampen, Stadsdelsnämndsområde Centrum                                                      | Parallellt med Burggrevegatan och Bangårdsgatan. Åkaregatan eller Åkerigatan fanns fram till 1923. Gatan ledde från Åkareplatsen till järnvägslinjen norr ut. Ett nytt resecentrum, Åkareplatsen resecentrum, byggs på den historiska kommunikationscentralen Åkareplatsen. En plats varifrån en av landets bäst skötta skjutsinrättning utgick från 1811, enligt Fredbergs Det gamla Göteborg. | gata                  | 2016-10-25 | 57°42′35.98″N 11°58′57.34″Ö / 57.7099944°N 11.9825944°Ö  |      |
| Flunsåsstråket                        | Kvillebäcken, Stadsdelsnämndsområde Lundby                                                  | En samordningsgrupp som bland annat består av SDF Lundby och Park- och naturförvaltningen utvecklar "Detaljplan för förskola vid Fjärdingsplan inom stadsdelen Kvillebäcken" genom en så kallad medborgarbudget och har bruk av ett gemensamt namn på det planerade området och föreslår Flunsåsstråket. | område                | 2016-10-25 | 57°43′26.84″N 11°56′6.19″Ö / 57.7241222°N 11.9350528°Ö   |      |
| Ebbe Hagards Plats                    | Haga, Stadsdelsnämndsområde Centrum                                                         | Plats i Kungsparken. Ebbe Hagard (1917–2008) var ledamot av Göteborgs kommunfullmäktige 1967–1988 och dess ordförande 1980–1982. Hagard var kyrkoherde i Haga församling. | plats                 | 2016-10-25 | 57°41′59.29″N 11°57′45.92″Ö / 57.6998028°N 11.9627556°Ö  |      |
| Iris i Buas Väg                       | Torslanda, Stadsdelsnämndsområde Västra Hisingen                                            | Iris Svensson (1923–2009) bodde på gården Bua som är en av få kvarvarande gårdar i Torslanda som fortfarande brukas. Namnet följer principen för tidigare namnsättning som Johan i Bönns Väg vilket kulturnämnden fastställde 2005. | väg                   | 2016-10-25 | 57°43′48.95″N 11°48′2.41″Ö / 57.7302639°N 11.8006694°Ö   |      |
| Asmunds Lycka                         | Tuve, Stadsdelsnämndsområde Norra Hisingen                                                  | Äldre ängsmark hörande till gården Asmunds torp efter mansnamnet Asmund. Gårdsnamnet har tidigare stavats med två s, vilket det även gör på Googles kartsök. När namnet fördes in i fastighetsdatabanken förordade Dialekt- och ortnamnsarkivet stavning med ett s vilket även namnberedningen följde. Asmundstorpsvägen som leder till gården fastställdes 1982. Efterledet lycka syftar på äng vilket marken tidigare användes för. | väg                   | 2016-12-15 | 57°47′10.33″N 11°55′49.24″Ö / 57.7862028°N 11.9303444°Ö  |      |
| Lillhagsvinkeln                       | Skogome, Stadsdelsnämndsområde Norra Hisingen                                               | Tvärgata till Lillhagsparken vinklar sig in mot den gamla sjukhusbyggnaden som byggs om till bostäder och har behov av belägenhetsadresser. | gata                  | 2016-12-15 | 57°45′35.63″N 11°56′59.52″Ö / 57.7598972°N 11.9498667°Ö  |      |
| Björktickan                           | Rödbo, Stadsdelsnämndsområde Norra Hisingen                                                 | Områdets vägar har namn efter svampar som Svampvägen och Kantarellvägen (1979). Björktickan har många namn som syftar på dess användning. Dess korkartade konsistens har gjort att den använts som flöte och kork för flaskor. Andra användningsområden är nåldyna och rakstrigel. Förledet björk är ett vanligt ortnamn även i Norra Hisingen och Rödbo som Björkkullen och Björkås. Namn som fanns vid införlivningen till Göteborg. | gata                  | 2016-12-15 | 57°49′48.61″N 11°59′29.96″Ö / 57.8301694°N 11.9916556°Ö  |      |
| Bellevue Park                         | Kviberg, Stadsdelsnämndsområde Östra Göteborg                                               | Park vid hållplatsen Bellevue. På det skogbeklädda berget mellan Stallmästaregatan och Soldathemsgatan låg Villa Bellevue som tillhörde Kvibergs landeri. Villans då vackra utsikt över Säveån fick troligen namnet efter franskans "belle vue", vacker utsikt. Riksdagsmannen Johan Jacob Ekman sålde egendomen Kviberg till staten 1890. Huset brann ner 1971. | park                  | 2016-12-15 | 57°43′52.08″N 12°1′37.09″Ö / 57.7311333°N 12.0269694°Ö   |      |
| Guldhedsdalen                         | Guldheden, Stadsdelsnämndsområde Centrum                                                    | Dalgång som löper från doktorsgatorna ned mot Guldhedsgatan och Sahlgrenskasjukhusområde. Ortnamnet förekommer som Gullheden på 1700-talet. | dalgång               | 2016-12-15 | 57°41′0.29″N 11°58′1.64″Ö / 57.6834139°N 11.9671222°Ö    |      |
| Gärdsås Mosse                         | Bergsjön, Stadsdelsnämndsområde Östra Göteborg                                              | Ortnamnet Gärdsåsen finns belagt från 1654. Det fick ge namn åt Gärdsåsgatan 1947. Den flackare delen har samma avgränsningar som Kv 37 Handbollsspelaren. | park                  | 2016-12-15 | 57°45′27.42″N 12°2′54.79″Ö / 57.7576167°N 12.0485528°Ö   |      |
| Gärdsås Kulle                         | Bergsjön, Stadsdelsnämndsområde Östra Göteborg                                              | Ortnamnet Gärdsåsen finns belagt från 1654. Gärdsåsen eller Gärdsåskulle ligger vid den tidigare gränsen till Partille och Angereds socken. Namnet är inte ovanligt i Göteborgstrakten och betecknar då en ås vid en sockengräns. | park                  | 2016-12-15 | 57°45′12.57″N 12°2′39.34″Ö / 57.7534917°N 12.0442611°Ö   |      |
| Karlsrofältet                         | Änggården, Stadsdelsnämndsområde Majorna-Linné                                              | Namnet efter järnbäraren Carl Jonsson som arrenderade "markstycket" från närliggande Malmgården under mitten av 1800-talet. Karlsro fick ge namn åt både Karlsrogatan, Karlsroliden och Karlsroplatsen. Namnen har utgått. I början av 1900-talet utökades den delen av Änggårdsplatsen som varit lekplats till fotbollsplan. IFK Göteborg fick därmed en hemmaplan. | plats                 | 2016-12-15 | 57°41′7.6″N 11°57′12.08″Ö / 57.685444°N 11.9533556°Ö     |      |
| Mossen                                | Krokslätt, Stadsdelsnämndsområde Centrum                                                    | Grönområde söder om Mossens Idrottsplats. | park                  | 2016-12-15 | 57°40′56.77″N 11°58′52.87″Ö / 57.6824361°N 11.9813528°Ö  |      |
| Gilleplan                             | Utby, Stadsdelsnämndsområde Östra Göteborg                                                  | Lekplats i anslutning till Gillegatan. Ortnamnen i området kom till 1942 efter skråväsendet. | lekplats              | 2016-12-15 | 57°44′27.68″N 12°3′18.49″Ö / 57.7410222°N 12.0551361°Ö   |      |
| Kalasbacken                           | Utby, Stadsdelsnämndsområde Östra Göteborg                                                  | Backe i anslutning till lekplatsen till Gilleplan. Ortnamnen i området kom till 1942 efter skråväsendet. Kalasbacken är ett trivialnamn som fanns i en tidigare parkplan för Kortedala. | backe                 | 2016-12-15 | 57°44′25.05″N 12°3′19.54″Ö / 57.7402917°N 12.0554278°Ö   |      |
| Soldaten                              | Haga, Stadsdelsnämndsområde Majorna-Linné                                                   | Lekplats i Haga som kallas Soldaten. Namnet efter kvarteret 14 Soldaten. | lekplats              | 2016-12-15 | 57°41′51.31″N 11°57′22.9″Ö / 57.6975861°N 11.956361°Ö    |      |
| Nils Holgerssons Plats                | Backa, Stadsdelsnämndsområde Norra Hisingen                                                 | Nils Holgerssons Gata fastställdes 1967 efter Selma Lagerlöfs bok Nils Holgerssons underbara resa genom Sverige. Platsen ansluter till gatan. | plats                 | 2017-02-09 | 57°45′1.596″N 11°58′52.80″Ö / 57.75044333°N 11.9813333°Ö |      |
| Dunfins Gata                          | Backa, Stadsdelsnämndsområde Norra Hisingen                                                 | I Nils Holgerssons underbara resa genom Sverige karaktäriserar Selma Lagerlöf grågåsen Dunfin. | gata                  | 2017-02-09 | 57°44′59.87″N 11°59′6.132″Ö / 57.7499639°N 11.98503667°Ö |      |
| Silvergruvans Gata                    | Backa, Stadsdelsnämndsområde Norra Hisingen                                                 | Söder om Backadalen har gatorna namn som Sägengatan (1967), Sagogatan (1967), Poetgatan (1973), Rimmaregatan (1967), Palmträgatan (2016). 1908 publicerade Selma Lagerlöf en samling noveller med titeln En saga om en saga och andra sagor. Novellsamlingen handlar om nästan färdiga sagor som vill bli berättade. Om muntligt traderade berättelser som driver fram som vilsekomna bin och behöver samlas i en kupa, motiverade Selma Lagerlöf själv utgivningen av berättelserna. Den sedelärande sagan om Silvergruvan understryker att människor är viktigare än pengar. | gata                  | 2017-02-09 |                                                          |      |
| Charlotte Löwenskölds Gränd           | Backa, Stadsdelsnämndsområde Norra Hisingen                                                 | Efter Selma Lagerlöfs roman Charlotte Löwensköld från 1925 som ingår i romansviten Löwensköldska ringen. | gränd                 | 2017-02-09 |                                                          |      |
| Herr Arnes Gata                       | Backa, Stadsdelsnämndsområde Norra Hisingen                                                 | Efter Selma Lagerlöfs bok Herr Arnes penningar utgiven 1904. som ingår i romansviten Löwensköldska ringen. | gata                  | 2017-02-09 | 57°52′33.16″N 11°58′40.49″Ö / 57.8758778°N 11.9779139°Ö  |      |
| Havssilvers Gränd                     | Backa, Stadsdelsnämndsområde Norra Hisingen                                                 | I Nils Holgersons underbara resa skriver Selma Lagerlöf om Bohuslän i kapitlet Havssilver: "Det var ett liv och en rörelse. Människorna voro som yra i huvudet av glädje över allt detta silver, som de öste upp ur vågorna, och vildgässen foro många gånger runt Marstrandsön, för att pojken riktigt skulle få se alltsammans." Det förekommer två stavningar: Havsilver och Havssilver. Det senare har Projekt Runeberg valt vilket också stämmer med nutida stavning. | gränd                 | 2017-02-09 | 57°45′0.375″N 11°58′56.29″Ö / 57.75010417°N 11.9823028°Ö |      |
| Selma Lagerlöfs Parkstråk             | Backa, Stadsdelsnämndsområde Norra Hisingen                                                 | Stråk längs park som associerar till Selma Lagerlöfs Torg fastställt gruppnamn invid Litteraturgatan 1967. | park                  | 2017-02-09 | 57°45′1.09″N 11°59′3.89″Ö / 57.7503028°N 11.9844139°Ö    |      |
| Skogsdrottningen                      | Backa, Stadsdelsnämndsområde Norra Hisingen                                                 | I Selma Lagerlöfs Drottningar från Kongahälla finns även berättelsen Skogsdrottningen. Lagerlöf tolkar där en hällristning som en skön urskogsdrottning med hjälp av en saga "ty för att se dem tarvas det, att man ser med de gamla sagoberättarnas ögon." | gångväg               | 2017-03-28 | 57°44′54.87″N 11°59′9.19″Ö / 57.7485750°N 11.9858861°Ö   |      |
| Talltickan                            | Rödbo, Stadsdelsnämndsområde Norra Hisingen                                                 | Tallticka (Phellinus pini) växer som namnet antyder endast på gamla levande tallar. Man finner tickan i många olika skogstyper, så länge det finns inslag av gammal tall. | gata                  | 2017-03-28 | 57°49′43.53″N 11°59′30.04″Ö / 57.8287583°N 11.9916778°Ö  |      |
| Kvarndammsparken                      | Sävenäs, Stadsdelsnämndsområde Örgryte-Härlanda                                             | Fastställande av brukat parknamn. | park                  | 2017-03-28 | 57°43′15.25″N 12°2′19.84″Ö / 57.7209028°N 12.0388444°Ö   |      |
| Rundradioparken                       | Järnbrott, Stadsdelsnämndsområde Askim-Frölunda-Högsbo                                      | Fastställande av brukat parknamn. | park                  | 2017-03-28 | 57°39′19.48″N 11°55′36.65″Ö / 57.6554111°N 11.9268472°Ö  |      |
| Mühlenbocks Park                      | Lunden, Stadsdelsnämndsområde Örgryte-Härlanda                                              | Parken är uppkallad efter tyskfödde Friedrich Mühlenbock. I sin trädgård på sitt ställe Fredriksro anlade han en mindre djurpark enligt C.R.A. Fredberg med svanar, påfåglar, kalkoner, sälar och krokodiler. | park                  | 2017-03-28 | 57°42′23.81″N 11°59′54.89″Ö / 57.7066139°N 11.9985806°Ö  |      |
| Fjällbo Ängar                         | Utby, Stadsdelsnämndsområde Östra Göteborg                                                  | Fastställande av brukat ortnamn. | område                | 2017-03-28 | 57°44′40.08″N 12°3′25.64″Ö / 57.7444667°N 12.0571222°Ö   |      |
| Sörhallsberget                        | Sannegården, Stadsdelsnämndsområde Lundby                                                   | Fastställande av brukat ortnamn. | park                  | 2017-03-28 | 57°42′13.01″N 11°55′24.57″Ö / 57.7036139°N 11.9234917°Ö  |      |
| Snickeritorget                        | Sannegården, Stadsdelsnämndsområde Lundby                                                   | Torg i anslutning till den tidigare snickeriverkstaden på Eriksbergsvarvet. | torg                  | 2017-03-28 | 57°42′19.66″N 11°55′12.25″Ö / 57.7054611°N 11.9200694°Ö  |      |
| Lorensbergsparken                     | Lorensberg, Stadsdelsnämndsområde Centrum                                                   | Fastställande av brukat ortnamn. | park                  | 2017-03-28 | 57°41′55.34″N 11°58′46.25″Ö / 57.6987056°N 11.9795139°Ö  |      |
| Spanjolettgatan                       | Sandarna, Stadsdelsnämndsområde Majorna-Linné                                               | Fixfabriken Bengtson & Co grundades 1925 och tillverkade låsskenor för fönster och dörrar, så kallade spanjoletter. Minskad efterfrågan gjorde att företaget startade produktion av strumpstickor, rundstickor och virkkrokar 1945. | gata                  | 2017-03-28 | 57°41′11.55″N 11°54′37.30″Ö / 57.6865417°N 11.9103611°Ö  |      |
| Walter Bengtssons Gata                | Sandarna, Stadsdelsnämndsområde Majorna-Linné                                               | Efter grundaren av Fixfabriken Sigurd Walter Bengtsson (1900–1993). | gata                  | 2017-03-28 | 57°41′11.64″N 11°54′31.30″Ö / 57.6865667°N 11.9086944°Ö  |      |
| Guldkällegatan                        | Kungsladugård, Stadsdelsnämndsområde Majorna-Linné                                          | Under spårvagnshallarna i nuvarande Kv Bolmörten och Kv Silverkällan i Kungsladugård fanns Silverkällan och Guldkällan. De var så kallade stadskällor. Vid schaktningar 1955 fann man rester av en brunnsanläggning i hörnet Karl Johansgatan och Bruksgatan. | gata                  | 2017-03-28 | 57°41′16.71″N 11°54′33.64″Ö / 57.6879750°N 11.9093444°Ö  |      |
| Kobbeslätten                          | Askim, Stadsdelsnämndsområde Askim-Frölunda-Högsbo                                          | Ny bebyggelse i Kobbegården. Kobbegården fastställt av Askims kommun 1970 och av Göteborgs stadsfullmäktige efter införlivningen 1974. Kobbe eller Kubbe efter person som ägt gården. | område                | 2017-03-28 | 57°38′18.30″N 11°56′41.58″Ö / 57.6384167°N 11.9448833°Ö  |      |
| Uranusgatan                           | Bergsjön, Stadsdelsnämndsområde Östra Göteborg                                              | Uranusgatan tillkom efter lantmäteriförrättning i Lundbyvassen 1904 före införlivningen med Göteborg 1906. 1923 års stadsplan genomfördes aldrig och varför gatunamnet aldrig registrerades. Gatunamn associerade med rymden är gruppnamn i Bergsjön som fastställdes 1965. Uranus kan syfta på det allt omfamnande himlavalvet i den grekiska mytologin eller efter planeten. | gata                  | 2017-03-28 |                                                          |      |
| Bokskogen                             | Sävenäs, Stadsdelsnämndsområde Örgryte-Härlanda                                             | Skogsparti norr om Fräntorpsgatan som kallas för bokskogen. | skogsparti            | 2017-03-28 | 57°43′26.31″N 12°2′45.11″Ö / 57.7239750°N 12.0458639°Ö   |      |
| Angeredsvallen                        | Angered, Stadsdelsnämndsområde Angered                                                      | Brukat namn på idrottsplan i anslutning till Högaffelgatan. | idrottsplan           | 2017-03-28 | 57°47′35.58″N 12°3′5.522″Ö / 57.7932167°N 12.05153389°Ö  |      |
| Apelsinplan                           | Tynnered, Stadsdelsnämndsområde Västra Göteborg                                             | Brukat namn på idrottsplan i anslutning till Apelsingatan. | idrottsplan           | 2017-03-28 | 57°39′12.29″N 11°52′55.19″Ö / 57.6534139°N 11.8819972°Ö  |      |
| Bergsjövallen                         | Bergsjön, Stadsdelsnämndsområde Östra Göteborg                                              | Brukat namn på idrottsplan i anslutning till Sjustjärnan. | idrottsplan           | 2017-03-28 | 57°45′6.086″N 12°3′20.72″Ö / 57.75169056°N 12.0557556°Ö  |      |
| Bläsebovallen                         | Hjällbo, Stadsdelsnämndsområde Angered                                                      | Brukat namn på idrottsplan i anslutning till Bollplansgatan. | idrottsplan           | 2017-03-28 | 57°46′2.258″N 12°1′41.05″Ö / 57.76729389°N 12.0280694°Ö  |      |
| Gröna Vallen                          | Kungsladugård, Stadsdelsnämndsområde Majorna-Linné                                          | Brukat namn på idrottsplan i anslutning till Svanebäcksgatan. | idrottsplan           | 2017-03-28 | 57°41′15.65″N 11°55′9.005″Ö / 57.6876806°N 11.91916806°Ö |      |
| Guldheden Södra                       | Guldheden, Stadsdelsnämndsområde Centrum                                                    | Brukat namn på idrottsplan i anslutning till Gibraltargatan. | idrottsplan           | 2017-03-28 | 57°40′52.47″N 11°58′53.74″Ö / 57.6812417°N 11.9815944°Ö  |      |
| Gunnaredsplan                         | Angered, Stadsdelsnämndsområde Angered                                                      | Brukat namn på idrottsplan i anslutning till Titteridammsvägen. | idrottsplan           | 2017-03-28 | 57°48′1.138″N 12°3′51.71″Ö / 57.80031611°N 12.0643639°Ö  |      |
| Hovgårdsvallen                        | Lilleby, Stadsdelsnämndsområde Västra Hisingen                                              | Brukat namn på idrottsplan i anslutning till Gamla Lillebyvägen. | idrottsplan           | 2017-03-28 | 57°45′1.153″N 11°49′30.81″Ö / 57.75032028°N 11.8252250°Ö |      |
| Hovåsvallen                           | Askim, Stadsdelsnämndsområde Askim-Frölunda-Högsbo                                          | Brukat namn på idrottsplan i anslutning till Bockhamnsvägen. | idrottsplan           | 2017-03-28 | 57°37′1.241″N 11°55′37.79″Ö / 57.61701139°N 11.9271639°Ö |      |
| Klarebergsvallen                      | Kärra, Stadsdelsnämndsområde Norra Hisingen                                                 | Brukat namn på idrottsplan i anslutning till Burmans Gata. | idrottsplan           | 2017-03-28 | 57°48′2.209″N 11°58′58.82″Ö / 57.80061361°N 11.9830056°Ö |      |
| Lemmingsvallen                        | Utby, Stadsdelsnämndsområde Östra Göteborg                                                  | Brukat namn på idrottsplan i anslutning till Lemmingsgatan. | idrottsplan           | 2017-03-28 | 57°44′7.166″N 12°2′58.05″Ö / 57.73532389°N 12.0494583°Ö  |      |
| Lövgärdesplan                         | Gårdsten, Stadsdelsnämndsområde Angered                                                     | Brukat namn på idrottsplan i anslutning till Svarte Filips Gata. | idrottsplan           | 2017-03-28 | 57°48′56.36″N 12°1′49.63″Ö / 57.8156556°N 12.0304528°Ö   |      |
| Majvallen                             | Slottsskogen, Stadsdelsnämndsområde Majorna-Linné                                           | Brukat namn på idrottsplan i anslutning till Ekedalsgatan. | idrottsplan           | 2017-03-28 | 57°41′24.43″N 11°56′18.05″Ö / 57.6901194°N 11.9383472°Ö  |      |
| Sälöfjordsvallen                      | Kyrkbyn, Stadsdelsnämndsområde Lundby                                                       | Brukat namn på idrottsplan i anslutning till Sälöfjordsgatan. | idrottsplan           | 2017-03-28 | 57°42′52.46″N 11°54′23.19″Ö / 57.7145722°N 11.9064417°Ö  |      |
| Åkeredsvallen                         | Näset, Stadsdelsnämndsområde Västra Göteborg                                                | Brukat namn på idrottsplan i anslutning till Åkereds Skolväg. | idrottsplan           | 2017-03-28 | 57°37′57.18″N 11°54′7.651″Ö / 57.6325500°N 11.90212528°Ö |      |
| Överåsvallen                          | Lunden, Stadsdelsnämndsområde Örgryte-Härlanda                                              | Brukat namn på idrottsplan i anslutning till Skogshyddegatan. | idrottsplan           | 2017-03-28 | 57°42′29.74″N 12°0′4.709″Ö / 57.7082611°N 12.00130806°Ö  |      |
| Fogelbergsparken                      | Vasastaden, Stadsdelsnämndsområde Centrum                                                   | Park mellan Nedre och Övre Fogelbergsgatan efter bildhuggaren Bengt Erland Fogelberg (1786-1854). | park                  | 2017-03-28 | 57°41′46.75″N 11°57′48.15″Ö / 57.6963194°N 11.9633750°Ö  |      |
| Segerstedtska Parken                  | Vasastaden, Stadsdelsnämndsområde Centrum                                                   | Park vid villaområde med namn efter Segerstedtska Villan där Handelstidningens chefredaktör Torgny Segerstedt (1876-1945) bodde åren 1927-1945. | park                  | 2017-03-28 | 57°41′44.59″N 11°57′50.09″Ö / 57.6957194°N 11.9639139°Ö  |      |
| Altfiolparken                         | Rud, Stadsdelsnämndsområde Askim-Frölunda-Högsbo                                            | Park söder om Slottsbergs Mosse som ansluter till Altfiolgatan. | park                  | 2017-03-28 | 57°39′29.82″N 11°54′25.61″Ö / 57.6582833°N 11.9071139°Ö  |      |
| Torpareängen                          | Järnbrott, Stadsdelsnämndsområde Askim-Frölunda-Högsbo                                      | Högsbotorpen började byggas 1917 som ett led i egnahemsrörelsen. Det var en rörelse som syftade till att motverka emigrationen. Torpen revs på 1950-talet för att ge plats åt den nya stadsdelen. Gården Orrebacken, sydost om Julianas Gård, arrenderades av Frans och Juliana Sjöberg. Ägare var Göteborgs Stad. Dammen, idag Svarte Mosse, söder om gården kallades Sjöbergs damm eller Torparedammen. Av detta följer Torpareängen. | park                  | 2017-03-28 | 57°40′14.66″N 11°55′9.623″Ö / 57.6707389°N 11.91933972°Ö |      |
| Famngatan                             | Järnbrott, Stadsdelsnämndsområde Askim-Frölunda-Högsbo                                      | Området har gruppnamn efter distanser. Måttenheten famn användes i äldre tid bland annat för att mäta vattendjup till sjöss. | gata                  | 2017-03-28 | 57°39′45.25″N 11°55′41.10″Ö / 57.6625694°N 11.9280833°Ö  |      |
| Separatorsgatan                       | Kallebäck, Stadsdelsnämndsområde Örgryte–Härlanda                                           | Gatorna i Kallebäck har namn efter mjölkprodukter. Mjölkseparatorn skiljer grädde från mjölk. En av världens största separatorstillverkare är Alfa Laval. Uppfinningen bidrog till den svenska industrialiseringen. Under första världskriget sammanfördes mjölkdistributionen i Göteborg till större enheter. Arla Mjölkdistributions AB hade sedan 1918 dominerat distributionen. Arla hade bildats under 1909 års storstrejk av ett antal mjölkdistributörer. Lantbrukarnas Mjölkcentral (LMC) övertog Arlaföretaget 1935. 1946 förvärvade LMC aktiemajoriteten i AB Göteborgs Icecreamfabrik som döpte om företaget till Arla Glass AB. I slutet av 1950-talet flyttade tillverkningen till Kallebäck. 2013 lade Arla ned verksamheten i Göteborg. | gata                  | 2017-04-25 | 57°43′32.81″N 12°0′5.54″Ö / 57.7257806°N 12.0015389°Ö    |      |
| Skummjölksgränd                       | Kallebäck, Stadsdelsnämndsområde Örgryte–Härlanda                                           | Se Separatorsgatan. | gata                  | 2017-04-25 | 57°40′49.11″N 12°0′43.28″Ö / 57.6803083°N 12.0120222°Ö   |      |
| Råmjölksgränd                         | Kallebäck, Stadsdelsnämndsområde Örgryte–Härlanda                                           | Se Separatorsgatan. | gata                  | 2017-04-25 | 57°40′49.76″N 12°0′38.03″Ö / 57.6804889°N 12.0105639°Ö   |      |
| Filmjölksgränd                        | Kallebäck, Stadsdelsnämndsområde Örgryte–Härlanda                                           | Se Separatorsgatan. | gata                  | 2017-04-25 | 57°40′47.99″N 12°0′49.62″Ö / 57.6799972°N 12.0137833°Ö   |      |
| Kärnmjölksgränd                       | Kallebäck, Stadsdelsnämndsområde Örgryte–Härlanda                                           | Se Separatorsgatan. | gata                  | 2017-04-25 | 57°40′47.83″N 12°0′34.01″Ö / 57.6799528°N 12.0094472°Ö   |      |
| Kvillepiren                           | Lundbyvassen, Stadsdelsnämndsområde Lundby                                                  | 1955 fastställde Göteborgs stadsfullmäktige namnet Kvillepiren på hamnpiren. Den nya gatans sträckning följer hamnpirens sträckning. | gata                  | 2017-04-25 | 57°42′56.45″N 11°57′14.78″Ö / 57.7156806°N 11.9541056°Ö  |      |
| Fatabursvägen                         | Björlanda, Stadsdelsnämndsområde Västra Hisingen                                            | Nya väg norr om Gamla Låssbyvägen. Området har gruppnamn efter lantgårdsbyggnader som Härbrevägen (1977), Högloftsvägen (1976) och Bodloftsvägen (1976). | väg                   | 2017-05-23 | 57°44′37.47″N 11°49′11.82″Ö / 57.7437417°N 11.8199500°Ö  |      |
| Loftvägen                             | Björlanda, Stadsdelsnämndsområde Västra Hisingen                                            | Nya väg norr om Gamla Låssbyvägen. Området har gruppnamn efter lantgårdsbyggnader som Härbrevägen (1977), Högloftsvägen (1976) och Bodloftsvägen (1976). | väg                   | 2017-05-23 | 57°44′40.76″N 11°49′17.34″Ö / 57.7446556°N 11.8214833°Ö  |      |
| Lossboms Väg                          | Björlanda, Stadsdelsnämndsområde Västra Hisingen                                            | Torslanda Hembygdsförening berättar att ett båtsmanstorp legat på platsen. Den siste båtsmannen i Låssby var Carl Oskar Carlsson Lossbom (1861–1906). Förledet Båtsman finns som Båtsman Bleks Gata (1980), Båtsman Dubbels Gata (1986) och Båtsmansdalsgatan (1967) och är lokaliserande till Backa. | väg                   | 2017-05-23 | 57°44′16.76″N 11°50′17.56″Ö / 57.7379889°N 11.8382111°Ö  |      |
| Walckesbron                           | Gamlestaden, Stadsdelsnämndsområde Östra Göteborg                                           | Bro över Säveån som förlänger Walckesgatan (1939). Dettlow Walcke var trädgårdsmästare på Marieholm på 1700-talet och införde grönsaksodling i göteborgstrakten. | bro                   | 2017-05-23 | 57°43′32.81″N 12°0′5.54″Ö / 57.7257806°N 12.0015389°Ö    |      |
| Åkerigatan                            | Stampen, Stadsdelsnämndsområde Centrum                                                      | Ny bussgata längs Burggrevegatan. Den första Åkaregatan fanns som gatunamn inom Vallgraven ungefär med samma sträckning som Norra Liden 1792. Åkaregatan registrerades mellan 1894 och 1897 i Stampen och ersatte då Åkerigatan alternativt Åkarestallsgatan. Åkaregatan finns även i Ekebäck. De olika namnen hänför sig till ungefär dagens sträckning av Burggrevegatan (fastställd 1921) fram till Åkareplatsen, även benämnd Åkarestallsplatsen fastställd 1923. | bussgata              | 2017-05-23 | 57°42′34.85″N 11°58′48.97″Ö / 57.7096806°N 11.9802694°Ö  |      |
| Agronomgatan                          | Älvsborg, Stadsdelsnämndsområde Västra Göteborg                                             | Vid införlivandet 1945 av Västra Frölunda socken önskade bland andra Älvsborgs kommunalförening ändring av ortnamn. Namnet Ekebäck, efter hemmanet Ekebäck, ville föreningen ändra till Ekehöjden eftersom Ekebäcksnamnet förknippades med "Västra Frölundas slumkvarter". Området hade förvandlats och där bodde nu "minst 90 procent av hederliga, redbara och präktiga arbetare, vilka genom eget arbete förvandlat de öde och grå bergen till små grönskande trädgårdstäppor". Stadsfullmäktige godkände inte namnbytet med hänvisning till att namnet Ekebäck funnits sedan 1550-talet. Lantmäteriet har kvar ortnamnet Ekebäck i sin karta. Ortnamn efter Ekehöjden har ändå etablerats i form av Ekehöjdsgatan och Lilla Ekehöjdsgatan i göteborgskartan. Följande 25 etablerade ortnamn efter huvudsakligen yrkesbeteckningar i området saknar officiellt fastställande. | gata                  | 2017-05-23 | 57°40′35.58″N 11°54′9.81″Ö / 57.6765500°N 11.9027250°Ö   |      |
| Brandmansgatan                        | Älvsborg, Stadsdelsnämndsområde Västra Göteborg                                             | Se Agronomgatan. | gata                  | 2017-05-23 | 57°40′42.05″N 11°54′27.35″Ö / 57.6783472°N 11.9075972°Ö  |      |
| Byggmästaregatan                      | Älvsborg, Stadsdelsnämndsområde Västra Göteborg                                             | Se Agronomgatan. | gata                  | 2017-05-23 | 57°40′38.99″N 11°54′15.49″Ö / 57.6774972°N 11.9043028°Ö  |      |
| Diktaregatan                          | Älvsborg, Stadsdelsnämndsområde Västra Göteborg                                             | Se Agronomgatan. | gata                  | 2017-05-23 | 57°40′34.34″N 11°54′28.9″Ö / 57.6762056°N 11.908028°Ö    |      |
| Ekehöjdsgatan                         | Älvsborg, Stadsdelsnämndsområde Västra Göteborg                                             | Se Agronomgatan. | gata                  | 2017-05-23 | 57°40′46.69″N 11°54′20.4″Ö / 57.6796361°N 11.905667°Ö    |      |
| Filaregatan                           | Älvsborg, Stadsdelsnämndsområde Västra Göteborg                                             | Se Agronomgatan. | gata                  | 2017-05-23 | 57°40′45.52″N 11°54′21.09″Ö / 57.6793111°N 11.9058583°Ö  |      |
| Föraregatan                           | Älvsborg, Stadsdelsnämndsområde Västra Göteborg                                             | Se Agronomgatan. | gata                  | 2017-05-23 | 57°40′37.31″N 11°54′43.54″Ö / 57.6770306°N 11.9120944°Ö  |      |
| Guldsmedsgatan                        | Älvsborg, Stadsdelsnämndsområde Västra Göteborg                                             | Se Agronomgatan. | gata                  | 2017-05-23 | 57°40′42.67″N 11°54′15.88″Ö / 57.6785194°N 11.9044111°Ö  |      |
| Konduktörsgatan                       | Älvsborg, Stadsdelsnämndsområde Västra Göteborg                                             | Se Agronomgatan. | gata                  | 2017-05-23 | 57°40′37.83″N 11°54′41.57″Ö / 57.6771750°N 11.9115472°Ö  |      |
| Lilla Brandmansgatan                  | Älvsborg, Stadsdelsnämndsområde Västra Göteborg                                             | Se Agronomgatan. | gata                  | 2017-05-23 | 57°40′37.36″N 11°54′31.01″Ö / 57.6770444°N 11.9086139°Ö  |      |
| Lilla Ekehöjdsgatan                   | Älvsborg, Stadsdelsnämndsområde Västra Göteborg                                             | Se Agronomgatan. | gata                  | 2017-05-23 | 57°40′40.6″N 11°54′15.76″Ö / 57.677944°N 11.9043778°Ö    |      |
| Lilla Montörsgatan                    | Älvsborg, Stadsdelsnämndsområde Västra Göteborg                                             | Se Agronomgatan. | gata                  | 2017-05-23 | 57°40′40.44″N 11°54′26″Ö / 57.6779000°N 11.90722°Ö       |      |
| Maskinistgatan                        | Älvsborg, Stadsdelsnämndsområde Västra Göteborg                                             | Se Agronomgatan. | gata                  | 2017-05-23 | 57°40′35.25″N 11°54′23.03″Ö / 57.6764583°N 11.9063972°Ö  |      |
| Montörsgatan                          | Älvsborg, Stadsdelsnämndsområde Västra Göteborg                                             | Se Agronomgatan. | gata                  | 2017-05-23 | 57°40′38.72″N 11°54′21.91″Ö / 57.6774222°N 11.9060861°Ö  |      |
| Målaregatan                           | Älvsborg, Stadsdelsnämndsområde Västra Göteborg                                             | Se Agronomgatan. | gata                  | 2017-05-23 | 57°40′44.01″N 11°54′18.93″Ö / 57.6788917°N 11.9052583°Ö  |      |
| Nitaregatan                           | Älvsborg, Stadsdelsnämndsområde Västra Göteborg                                             | Se Agronomgatan. | gata                  | 2017-05-23 | 57°40′34.4″N 11°54′24.57″Ö / 57.676222°N 11.9068250°Ö    |      |
| Norra Vaktmansgatan                   | Älvsborg, Stadsdelsnämndsområde Västra Göteborg                                             | Se Agronomgatan. | gata                  | 2017-05-23 | 57°40′30.17″N 11°54′30.09″Ö / 57.6750472°N 11.9083583°Ö  |      |
| Stensprängaregatan                    | Älvsborg, Stadsdelsnämndsområde Västra Göteborg                                             | Se Agronomgatan. | gata                  | 2017-05-23 | 57°40′40.04″N 11°54′24.3″Ö / 57.6777889°N 11.906750°Ö    |      |
| Storedalsgatan                        | Älvsborg, Stadsdelsnämndsområde Västra Göteborg                                             | Se Agronomgatan. | gata                  | 2017-05-23 | 57°40′31.24″N 11°54′20.17″Ö / 57.6753444°N 11.9056028°Ö  |      |
| Stuvaregatan                          | Älvsborg, Stadsdelsnämndsområde Västra Göteborg                                             | Se Agronomgatan. | gata                  | 2017-05-23 | 57°40′38.99″N 11°54′15.49″Ö / 57.6774972°N 11.9043028°Ö  |      |
| Svetsaregatan                         | Älvsborg, Stadsdelsnämndsområde Västra Göteborg                                             | Se Agronomgatan. | gata                  | 2017-05-23 | 57°40′25.37″N 11°54′21.82″Ö / 57.6737139°N 11.9060611°Ö  |      |
| Vävaregatan                           | Älvsborg, Stadsdelsnämndsområde Västra Göteborg                                             | Se Agronomgatan. | gata                  | 2017-05-23 | 57°40′41.44″N 11°54′21.45″Ö / 57.6781778°N 11.9059583°Ö  |      |
| Åkaregatan                            | Älvsborg, Stadsdelsnämndsområde Västra Göteborg                                             | Se Agronomgatan. | gata                  | 2017-05-23 | 57°40′35.78″N 11°54′17.88″Ö / 57.6766056°N 11.9049667°Ö  |      |
| Ängåsgatan                            | Älvsborg, Stadsdelsnämndsområde Västra Göteborg                                             | Se Agronomgatan. | gata                  | 2017-05-23 | 57°40′37.98″N 11°54′33.18″Ö / 57.6772167°N 11.9092167°Ö  |      |
| Övre Montörsgatan                     | Älvsborg, Stadsdelsnämndsområde Västra Göteborg                                             | Se Agronomgatan. | gata                  | 2017-05-23 | 57°40′42.32″N 11°54′30.87″Ö / 57.6784222°N 11.9085750°Ö  |      |
| Burgårdens Gcm Väg                    | Heden, Stadsdelsnämndsområde Centrum                                                        | Namnberedningen har uppmärksammats på betydelsen av namnsättning av gång- cykel- och mopedvägar (gcm vägar). Gcm-vägen längs Mölndalsån öster om Burgårdsparken har fått sitt namn efter landeriet Burgården. Gården fick sitt namn efter den hitflyttade holländaren Johan (Jan) de Buur. I mitten av 1800-talet delades landeriet i Norra respektive Södra Burgårdens landerier. | gcm-väg               | 2017-06-13 | 57°41′53.51″N 11°59′29.99″Ö / 57.6981972°N 11.9916639°Ö  |      |
| Böneredslyckan                        | Kärra, Stadsdelsnämndsområde Norra Hisingen                                                 | Ny väg till avstyckad tomtmark som leder mot ett område som kallas "Lyckan". | väg                   | 2017-06-13 | 57°46′58.29″N 11°58′18.85″Ö / 57.7828583°N 11.9719028°Ö  |      |
| Hedens GCM-väg                        | Askim, Stadsdelsnämndsområde Askim-Frölunda-Högsbo                                          | Heden efter hemmanet Heden som finns belagt sedan 1565. | gcm-väg               | 2017-08-29 | 57°33′51.45″N 11°57′41.87″Ö / 57.5642917°N 11.9616306°Ö  |      |
| Säröbanan                             | Askim, Stadsdelsnämndsområde Askim-Frölunda-Högsbo                                          | Efter den nedlagda normalspåriga järnvägslinjen mellan Göteborg och Särö. Säröbanan (Göteborg-Särö Järnväg, GSJ) var i drift mellan 1903 och 1965. | gcm-väg               | 2017-08-29 | 57°34′59.36″N 11°55′58.57″Ö / 57.5831556°N 11.9329361°Ö  |      |
| Berghagabacken                        | Askim, Stadsdelsnämndsområde Askim-Frölunda-Högsbo                                          | Berghagabacken förbinder Berghagavägen med Billdals Hagenväg; efter skattehemmanet Hagen. | gångväg               | 2017-08-29 | 57°34′16.76″N 11°56′27.99″Ö / 57.5713222°N 11.9411083°Ö  |      |
| Almen                                 | Askim, Stadsdelsnämndsområde Askim-Frölunda-Högsbo                                          | I området har gatorna namn efter träd. Efter införlivningen till Göteborg fick namnen tillägget Billdal. | gångväg               | 2017-08-29 | 57°34′3.85″N 11°56′58.27″Ö / 57.5677361°N 11.9495194°Ö   |      |
| Lövskogen                             | Askim, Stadsdelsnämndsområde Askim-Frölunda-Högsbo                                          | I området har gatorna namn efter träd. Efter införlivningen till Göteborg fick namnen tillägget Billdal. | gångväg               | 2017-08-29 | 57°34′4.82″N 11°57′10.74″Ö / 57.5680056°N 11.9529833°Ö   |      |
| Lärkträdet                            | Askim, Stadsdelsnämndsområde Askim-Frölunda-Högsbo                                          | I området har gatorna namn efter träd. Efter införlivningen till Göteborg fick namnen tillägget Billdal. | gångväg               | 2017-08-29 | 57°34′9.26″N 11°57′5.05″Ö / 57.5692389°N 11.9514028°Ö    |      |
| Rönnen                                | Askim, Stadsdelsnämndsområde Askim-Frölunda-Högsbo                                          | I området har gatorna namn efter träd. Efter införlivningen till Göteborg fick namnen tillägget Billdal. | gångväg               | 2017-08-29 | 57°34′13.91″N 11°57′20.71″Ö / 57.5705306°N 11.9557528°Ö  |      |
| Lövåsen                               | Askim, Stadsdelsnämndsområde Askim-Frölunda-Högsbo                                          | Lövåsen efter den äldre gruppbebyggelsen Lövskogsåsen i Norra Lindås. | gångväg               | 2017-08-29 | 57°34′15.64″N 11°57′2.21″Ö / 57.5710111°N 11.9506139°Ö   |      |
| Bassåsbacken                          | Askim, Stadsdelsnämndsområde Askim-Frölunda-Högsbo                                          | Efter områdesnamnet Bassås som kan komma av basse i betydelsen stor drumlig karl eller efter galt. | gata                  | 2017-08-29 | 57°35′40.74″N 11°56′32.76″Ö / 57.5946500°N 11.9424333°Ö  |      |
| Brottkärrs Park                       | Askim, Stadsdelsnämndsområde Askim-Frölunda-Högsbo                                          | Namn efter Brottkärrs gamla by. | park                  | 2017-08-29 | 57°35′59.24″N 11°56′0.61″Ö / 57.5997889°N 11.9335028°Ö   |      |
| Aprilparken                           | Kortedala, Stadsdelsnämndsområde Östra Göteborg                                             | Park i anslutning Aprilgatan. | park                  | 2017-08-29 | 57°45′49.06″N 12°2′36.12″Ö / 57.7636278°N 12.0433667°Ö   |      |
| Backavallen                           | Backa, Stadsdelsnämndsområde Norra Hisingen                                                 | Idrottsanläggning i anslutning till Wadköpingsgatan. | idrottsanläggning     | 2017-09-26 | 57°44′50.43″N 11°57′57.04″Ö / 57.7473417°N 11.9658444°Ö  |      |
| Bergumsvallen                         | Olofstorp, Stadsdelsnämndsområde Angered                                                    | Idrottsanläggning i anslutning till Grönkullavägen. | idrottsanläggning     | 2017-09-26 | 57°48′3.043″N 12°9′48.81″Ö / 57.80084528°N 12.1635583°Ö  |      |
| Flatåsplan                            | Järnbrott, Stadsdelsnämndsområde Askim-Frölunda-Högsbo                                      | Idrottsanläggning i anslutning till Nymilsgatan. | idrottsanläggning     | 2017-09-26 | 57°39′52.91″N 11°55′44.35″Ö / 57.6646972°N 11.9289861°Ö  |      |
| Färjenäsplan                          | Färjestaden, Stadsdelsnämndsområde Lundby                                                   | Idrottsanläggning i anslutning till Pölsebogatan. | idrottsanläggning     | 2017-09-26 | 57°41′51.64″N 11°54′2.788″Ö / 57.6976778°N 11.90077444°Ö |      |
| Gamlestadsvallen                      | Gamlestaden, Stadsdelsnämndsområde Östra Göteborg                                           | Idrottsanläggning i anslutning till Lars Kaggsgatan. | idrottsanläggning     | 2017-09-26 | 57°44′5.102″N 12°0′55.80″Ö / 57.73475056°N 12.0155000°Ö  |      |
| Generatorsplan                        | Backa, Stadsdelsnämndsområde Norra Hisingen                                                 | Idrottsanläggning i anslutning till Kvilledalsvägen. | idrottsanläggning     | 2017-09-26 | 57°43′49.03″N 11°57′3.94″Ö / 57.7302861°N 11.9510944°Ö   |      |
| Hagenplan                             | Älvsborg, Stadsdelsnämndsområde Västra Göteborg                                             | Idrottsanläggning i anslutning till Hagens Prästväg. | idrottsanläggning     | 2017-09-26 | 57°40′29.39″N 11°52′51.05″Ö / 57.6748306°N 11.8808472°Ö  |      |
| Kortedalavallen                       | Kortedala, Stadsdelsnämndsområde Östra Göteborg                                             | Idrottsanläggning i anslutning till Kortedala Idrottsväg. | idrottsanläggning     | 2017-09-26 | 57°45′4.914″N 12°2′16.31″Ö / 57.75136500°N 12.0378639°Ö  |      |
| Krokängsplan                          | Sannegården, Stadsdelsnämndsområde Lundby                                                   | Idrottsanläggning i anslutning till Säterigatan. | idrottsanläggning     | 2017-09-26 | 57°42′12.73″N 11°54′36.25″Ö / 57.7035361°N 11.9100694°Ö  |      |
| Nygårdsplan                           | Askim, Stadsdelsnämndsområde Askim-Frölunda-Högsbo                                          | Idrottsanläggning i anslutning till Skintebovägen. | idrottsanläggning     | 2017-09-26 | 57°35′22.28″N 11°56′45.72″Ö / 57.5895222°N 11.9460333°Ö  |      |
| Rödbovallen                           | Rödbo, Stadsdelsnämndsområde Norra Hisingen                                                 | Idrottsanläggning i anslutning till Rödbo Idrottsgata. | idrottsanläggning     | 2017-09-26 | 57°51′3.4″N 11°59′33.34″Ö / 57.850944°N 11.9925944°Ö     |      |
| Säve Bollplan                         | Säve, Stadsdelsnämndsområde Norra Hisingen                                                  | Idrottsanläggning i anslutning till Tåfjällsvägen. | idrottsanläggning     | 2017-09-26 | 57°48′32.55″N 11°55′2.591″Ö / 57.8090417°N 11.91738639°Ö |      |
| Torslandavallen                       | Torslanda, Stadsdelsnämndsområde Västra Göteborg                                            | Idrottsanläggning i anslutning till Torslanda Idrottsväg. | idrottsanläggning     | 2017-09-26 | 57°43′4.32″N 11°45′36.79″Ö / 57.7178667°N 11.7602194°Ö   |      |
| Tuvevallen                            | Tuve, Stadsdelsnämndsområde Norra Hisingen                                                  | Idrottsanläggning i anslutning till Hinnebäcksgatan. | idrottsanläggning     | 2017-09-26 | 57°45′2.98″N 11°54′53.45″Ö / 57.7508278°N 11.9148472°Ö   |      |
| Ånäsfältet                            | Bagaregården, Stadsdelsnämndsområde Örgryte-Härlanda                                        | Idrottsanläggning i anslutning till Stockholmsgatan. | idrottsanläggning     | 2017-09-26 | 57°43′15.58″N 12°0′29.95″Ö / 57.7209944°N 12.0083194°Ö   |      |
| Linvävaregatan                        | Kålltorp, Stadsdelsnämndsområde Örgryte-Härlanda                                            | Sanatoriegatan som idag leder upp till Renströmska hette tidigare Linvävaregatan (1924) efter kvartersnamnet Linvävaren (1924/1930). Sanatoriegatan kom till som ett mer "passande" namn 1929 efter det att Renströmska sjukhuset byggdes samma år. Grosshandlaren Sven Renström hade 1869 testamenterat 1 miljon riksdaler silvermynt till Göteborgs Stad för att främja hälsovården. Göteborgs stadsfullmäktige beslutade att ett sjukhus skulle byggas och bära Sven Renströms namn. Sjukhuset invigdes 1913. 1929 stod en sanatoriepaviljong för "vuxna tuberkulösa personer" färdig. | gata                  | 2017-09-26 | 57°42′53.95″N 12°2′3.44″Ö / 57.7149861°N 12.0342889°Ö    |      |
| Kålsereds Industriområde              | Björlanda, Stadsdelsnämndsområde Västra Hisingen                                            | Nytt industriområde i Kålsered, Björlanda. | industriområde        | 2017-09-26 | 57°44′22.47″N 11°52′6.16″Ö / 57.7395750°N 11.8683778°Ö   |      |
| Mosslyckevägen                        | Skår, Stadsdelsnämndsområde Örgryte-Härlanda                                                | Efter att Gundla Mosse, vägnamn 1978, torrlagts blev marken odlingsbar. Den första bebyggelsen på Mosslyckan kom till på 1890-talet. Det senare friköpta torpet var bebott framtill 1960 då golfbanan byggdes. | gångväg               | 2017-09-26 | 57°40′59.04″N 12°1′27.29″Ö / 57.6830667°N 12.0242472°Ö   |      |
| Ledetstigen                           | Delsjön, Stadsdelsnämndsområde Örgryte-Härlanda                                             | Torpet Ledet låg på Kärralunds gårds ägor. Torpet byggdes i början av 1770-talet på gränsen mellan Kärralunds ägor och utmarken. Idag ligger Lisebergsbyn Kärralund på platsen. | gångstig              | 2017-09-26 | 57°42′7.26″N 12°1′50.25″Ö / 57.7020167°N 12.0306250°Ö    |      |
| Korpåsbacken                          | Kålltorp, Sävenäs, Stadsdelsnämndsområde Örgryte-Härlanda                                   | Namn efter torpet Korpås belagt från 1811. | gångväg               | 2017-09-26 | 57°42′39.08″N 12°2′17.25″Ö / 57.7108556°N 12.0381250°Ö   |      |
| Smörbacken                            | Kallebäck, Stadsdelsnämndsområde Örgryte-Härlanda                                           | Från Smörgatan en sluttande väg ner mot Solhusgatan. | gångväg               | 2017-09-26 | 57°40′45.57″N 12°1′8.58″Ö / 57.6793250°N 12.0190500°Ö    |      |
| Kalvmossestigen                       | Kallebäck, Stadsdelsnämndsområde Örgryte-Härlanda                                           | Grusstig som sträcker sig från Kalvmossen och ansluter till Södra Sjöslingan. | gångväg               | 2017-09-26 | 57°40′36.32″N 12°2′35.99″Ö / 57.6767556°N 12.0433306°Ö   |      |
| Kolonilyckan                          | Askim, Stadsdelsnämndsområde Askim-Frölunda-Högsbo                                          | Vägnamn inom Letsegårdskolonin (1992) som har namnet efter gården Letsegården. Förledet letse är troligen kommit av begreppet led, alltså gården vid grinden enligt Ortnamn i Göteborgs och Bohuslän. | väg                   | 2017-09-26 | 57°34′29.37″N 11°57′48.93″Ö / 57.5748250°N 11.9635917°Ö  |      |
| Sommarlyckan                          | Askim, Stadsdelsnämndsområde Askim-Frölunda-Högsbo                                          | Vägnamn inom Letsegårdskolonin (1992) som har namnet efter gården Letsegården. Förledet letse är troligen kommit av begreppet led, alltså gården vid grinden enligt Ortnamn i Göteborgs och Bohuslän. | väg                   | 2017-09-26 | 57°34′32.25″N 11°57′46.45″Ö / 57.5756250°N 11.9629028°Ö  |      |
| Grannsaämjan                          | Askim, Stadsdelsnämndsområde Askim-Frölunda-Högsbo                                          | Vägnamn inom Letsegårdskolonin (1992) som har namnet efter gården Letsegården. Förledet letse är troligen kommit av begreppet led, alltså gården vid grinden enligt Ortnamn i Göteborgs och Bohuslän. | väg                   | 2017-09-26 | 57°34′30.28″N 11°57′46.63″Ö / 57.5750778°N 11.9629528°Ö  |      |
| Vänskapen                             | Askim, Stadsdelsnämndsområde Askim-Frölunda-Högsbo                                          | Vägnamn inom Letsegårdskolonin (1992) som har namnet efter gården Letsegården. Förledet letse är troligen kommit av begreppet led, alltså gården vid grinden enligt Ortnamn i Göteborgs och Bohuslän. | väg                   | 2017-09-26 | 57°34′31.77″N 11°57′46.71″Ö / 57.5754917°N 11.9629750°Ö  |      |
| Askims Sim- och Sporthall             | Askim, Stadsdelsnämndsområde Askim-Frölunda-Högsbo                                          | Brukat namn på idrottsanläggning i anslutning till Gärdesvägen. | idrottsanläggning     | 2017-10-24 | 57°37′5.83″N 11°56′26.18″Ö / 57.6182861°N 11.9406056°Ö   |      |
| Björlanda Idrottshall                 | Björlanda, Stadsdelsnämndsområde Västra Hisingen                                            | Brukat namn på idrottsanläggning i anslutning till Emelie Lejmans Väg. | idrottsanläggning     | 2017-10-24 | 57°45′20.43″N 11°49′55.58″Ö / 57.7556750°N 11.8321056°Ö  |      |
| Geråshallen                           | Bergsjön, Stadsdelsnämndsområde Östra Göteborg                                              | Brukat namn på idrottsanläggning i anslutning till Ljusårsvägen. | idrottsanläggning     | 2017-10-24 | 57°45′57.81″N 12°3′5.89″Ö / 57.7660583°N 12.0516361°Ö    |      |
| Heidhallen                            | Järnbrott, Stadsdelsnämndsområde Askim-Frölunda-Högsbo                                      | Brukat namn på idrottsanläggning i anslutning till Transistorgatan. | idrottsanläggning     | 2017-10-24 | 57°39′26.37″N 11°55′15.68″Ö / 57.6573250°N 11.9210222°Ö  |      |
| Kobbens Idrottsplats                  | Askim, Stadsdelsnämndsområde Askim-Frölunda-Högsbo                                          | Brukat namn på idrottsanläggning i anslutning till Stora Åvägen. | idrottsanläggning     | 2017-10-24 | 57°38′22.3″N 11°56′39.02″Ö / 57.639528°N 11.9441722°Ö    |      |
| Lillekärrshallen                      | Kärra, Stadsdelsnämndsområde Norra Hisingen                                                 | Brukat namn på idrottsanläggning i anslutning till Kärra Centrum. | idrottsanläggning     | 2017-10-24 | 57°47′41.29″N 11°59′19.42″Ö / 57.7948028°N 11.9887278°Ö  |      |
| Lindåshallen                          | Askim, Stadsdelsnämndsområde Askim-Frölunda-Högsbo                                          | Brukat namn på idrottsanläggning i anslutning till Sjöbackevägen. | idrottsanläggning     | 2017-10-24 | 57°34′6.59″N 11°56′19.54″Ö / 57.5684972°N 11.9387611°Ö   |      |
| Länsmansgårdens Idrottsplats          | Biskopsgården, Stadsdelsnämndsområde Västra Hisingen                                        | Brukat namn på idrottsanläggning i anslutning till Temperaturgatan. | idrottsanläggning     | 2017-10-24 | 57°43′50.81″N 11°53′7.6″Ö / 57.7307806°N 11.885444°Ö     |      |
| Mossens Idrottsplats                  | Krokslätt, Stadsdelsnämndsområde Centrum                                                    | Brukat namn på idrottsanläggning i anslutning till Ljungbackegatan. | idrottsanläggning     | 2017-10-24 | 57°41′4.02″N 11°58′47″Ö / 57.6844500°N 11.97972°Ö        |      |
| Nya Torshallen                        | Torslanda, Stadsdelsnämndsområde Västra Hisingen                                            | Brukat namn på idrottsanläggning i anslutning till Hembygdsgatan. | idrottsanläggning     | 2017-10-24 | 57°43′37.41″N 11°46′4.74″Ö / 57.7270583°N 11.7679833°Ö   |      |
| Påvelundsplan                         | Älvsborg, Stadsdelsnämndsområde Västra Göteborg                                             | Brukat namn på idrottsanläggning i anslutning till Redegatan. | idrottsanläggning     | 2017-10-24 | 57°40′6.8″N 11°52′50.9″Ö / 57.668556°N 11.880806°Ö       |      |
| Sandeklevshallen                      | Bergsjön, Stadsdelsnämndsområde Östra Göteborg                                              | Brukat namn på idrottsanläggning i anslutning till Kvadrantgatan. | idrottsanläggning     | 2017-10-24 | 57°45′31.53″N 12°3′40.21″Ö / 57.7587583°N 12.0611694°Ö   |      |
| Slätta Damm Idrottsplats              | Tolered, Stadsdelsnämndsområde Lundby                                                       | Brukat namn på idrottsanläggning i anslutning till Karl Staaffsgatan. | idrottsanläggning     | 2017-10-24 | 57°43′50.98″N 11°55′36.04″Ö / 57.7308278°N 11.9266778°Ö  |      |
| Välens Idrottsplats                   | Järnbrott, Stadsdelsnämndsområde Västra Göteborg                                            | Brukat namn på idrottsanläggning i anslutning till Reningsverksgatan. | idrottsanläggning     | 2017-10-24 | 57°38′29.86″N 11°55′5.82″Ö / 57.6416278°N 11.9182833°Ö   |      |
| Fjärdingsparken                       | Kvillebäcken, Stadsdelsnämndsområde Lundby                                                  | Park väster om Fjärdingsgatan. Fjärdingsgatan (1922) har sitt namn efter Kv 41 Fjärdingen. En fjärding är en fjärdedel som har flera betydelser. Förr var ett härad indelat i fyra delar. Fjärdingsman kommer av detta. Kvarteret Fjärdingen har sitt namn efter kärlet fjärding som man mätte upp våta varor i. En fjärdedels tunna. Övriga kvartersnamn i Brämaregården har namn som Lispundet, Kapplandet eller Dubbelmåttet. | park                  | 2017-10-24 | 57°43′26.69″N 11°56′25.18″Ö / 57.7240806°N 11.9403278°Ö  |      |
| Förgyllaregatan                       | Kålltorp, Stadsdelsnämndsområde Örgryte-Härlanda                                            | Ny gata som leder upp till Renströmska från Torpagatan. Namn efter intilliggande Kv 57 Förgyllaren. | gata                  | 2017-10-24 | 57°42′58.04″N 12°2′9.34″Ö / 57.7161222°N 12.0359278°Ö    |      |
| Piastern                              | Järnbrott, Stadsdelsnämndsområde Askim-Frölunda-Högsbo                                      | Området har gruppnamn efter mynt och valutor som Markmyntsgatan och Bankogatan men även Rubelgatan och Dollargatan. Namnen kom till 1950. Piaster är en valuta som sedan medeltiden har använts i flera länder. Det egyptiska pundet delas idag i 100 piastrar. | gata                  | 2017-10-24 | 57°40′23.24″N 11°55′29.51″Ö / 57.6731222°N 11.9248639°Ö  |      |
| Dalermyntet                           | Järnbrott, Stadsdelsnämndsområde Askim-Frölunda-Högsbo                                      | Området har gruppnamn efter mynt och valutor som Markmyntsgatan och Bankogatan men även Rubelgatan och Dollargatan. Namnen kom till 1950. Daler var ett internationellt mynt vanligt i Europa på 1700-talet med fastställt värde i silver. Daler kommer av tyskans "Tal" som betyder dal eftersom silvret från början bröts i dalgångar. | gata                  | 2017-10-24 | 57°40′22.51″N 11°55′30.08″Ö / 57.6729194°N 11.9250222°Ö  |      |
| Handelsmyntet                         | Järnbrott, Stadsdelsnämndsområde Askim-Frölunda-Högsbo                                      | Området har gruppnamn efter mynt och valutor som Markmyntsgatan och Bankogatan men även Rubelgatan och Dollargatan. Namnen kom till 1950. Handelsmynt präglades förr i ett land för att användas i handel med andra länder. De var inte lagliga betalningsmedel i de egna länderna. Den svenska silverdalern och gulddukaten är exempel på handelsmynt. | gata                  | 2017-10-24 | 57°40′23.34″N 11°55′32.98″Ö / 57.6731500°N 11.9258278°Ö  |      |
| Lövskogsbacken                        | Guldheden, Stadsdelsnämndsområde Centrum                                                    | Backe som leder från Lövskogsgatan (1945) ner till Carl Grimbergsgatan. | gångväg               | 2017-10-24 | 57°41′24.96″N 11°57′37.59″Ö / 57.6902667°N 11.9604417°Ö  |      |
| Arves Marias Väg                      | Tuve, Stadsdelsnämndsområde Norra Hisingen                                                  | Efter den första småskollärarinnan i Tuve Arves Maria Arvidsson. | väg                   | 2017-10-24 | 57°45′2.02″N 11°55′47″Ö / 57.7505611°N 11.92972°Ö        |      |
| Gubbe-Lars Väg                        | Tuve, Stadsdelsnämndsområde Norra Hisingen                                                  | Efter en lokal profil vars hus låg på hemmanet Gunnetorps utmarker. | väg                   | 2017-10-24 | 57°45′0.19″N 11°55′47.27″Ö / 57.7500528°N 11.9297972°Ö   |      |
| Herman Anderssons Väg                 | Tuve, Stadsdelsnämndsområde Norra Hisingen                                                  | Efter riksdagsmannen Herman Teodor Andersson (1869-1938) i Grimbo norrgård i Tuve. Ledamot i andra kammaren 1901-1938. | väg                   | 2017-10-24 | 57°45′2.91″N 11°55′44.74″Ö / 57.7508083°N 11.9290944°Ö   |      |
| Bunkebergsgatan                       | Gamlestaden, Stadsdelsnämndsområde Östra Göteborg                                           | Gata från Treriksgatan mot Bunkeberget. | gata                  | 2017-10-24 | 57°42′42.83″N 12°0′9.19″Ö / 57.7118972°N 12.0025528°Ö    |      |
| Stenbärsvägen                         | Tynnered, Stadsdelsnämndsområde Västra Göteborg                                             | Området har namn efter bär som Klarbärsvägen och Enbärsvägen. Stenbär eller stenhallon växer i hela Norden på stenig torr mark, därav namnet. Frukterna kallas även glasbär, jungfrubär (Jungfru Marie bär), tågbär med flera namn. | väg                   | 2017-11-28 | 57°39′4.64″N 11°53′32.21″Ö / 57.6512889°N 11.8922806°Ö   |      |
| Kvillestråket                         | Tingstadsvassen, Kvillebäcken, Backa, Tuve, Stadsdelsnämndsområde Lundby och Norra Hisingen | Stråket är ett grönt rekreationsstråk baserat på en gång- och cykelväg kompletterat med aktivitetsytor som löper från Frihamnen i söder till Hökälla i norr. | rekreationsstråk      | 2017-11-28 | 57°43′52.08″N 11°57′10.68″Ö / 57.7311333°N 11.9529667°Ö  |      |
| Lindåsstråket                         | Askim, Stadsdelsnämndsområde Lundby och Norra Hisingen                                      | Gång- och cykelväg i Lindås. | gång- och cykelväg    | 2017-11-28 | 57°33′58.9″N 11°57′7.78″Ö / 57.566361°N 11.9521611°Ö     |      |
| Elefantparken                         | Lunden, Stadsdelsnämndsområde Örgryte-Härlanda                                              | Etablerat namn på lekpark. Troligen har namnet "Elefantparken" tillkommit efter den”gungelefant” som tidigare fanns i lekplatsen. Efter upprop i GP har teorin stärkts: "Vi har bott i detta område under många år, från början med små barn och då var begreppet "elefantparken" helt vedertaget och vad jag förstår berodde det på att på den lekplats som fortfarande ligger där, men nu är helt om- och nybyggd, fanns förr en gungelefant som barnen kunde gunga på. Jag kommer ihåg elefanten, som nu inte finns kvar, och min teori är alltså att namnet kommer av detta." | lekpark               | 2017-12-19 | 57°42′19.3″N 12°0′40.12″Ö / 57.705361°N 12.0111444°Ö     |      |
| Lundenskogen                          | Lunden, Stadsdelsnämndsområde Örgryte-Härlanda                                              | Etablerat namn på skogsområde i Lunden i anslutning till Lundenskolan och Lundenplanerna. | skogsområde           | 2017-12-19 | 57°42′20.62″N 12°0′38.42″Ö / 57.7057278°N 12.0106722°Ö   |      |
| Skalldalsbacken                       | Askim, Stadsdelsnämndsområde Askim-Frölunda-Högsbo                                          | Väg öster om Skalldalsvägen till nytt bostadsområde. Skalldalsvägen fastställdes av Askim kommun 1974 efter hemmanet Skalldalen som antas syfta på skall efter varg. | väg                   | 2017-12-19 | 57°36′48.78″N 11°56′35.36″Ö / 57.6135500°N 11.9431556°Ö  |      |
| Libbstickegatan                       | Gårdsten, Stadsdelsnämndsområde Angered                                                     | Området har namn efter kryddor. Libbsticka (Levisticum officinale), kom som krydda till Sverige med munkar under medeltiden. I svensk folktro har Libbstickan kallats kärleksört för att den ansågs vara ett effektivt afrodisiakum. Uppteckningarna i Västsverige handlar dock mest om att hålla ormar och råttor borta. | gata                  | 2017-12-19 | 57°48′42.84″N 12°1′59.44″Ö / 57.8119000°N 12.0331778°Ö   |      |
| Nordslättsberget                      | Säve, Stadsdelsnämndsområde Norra Hisingen                                                  | Ny väg som sträcker sig brant 45 meter upp på berget mellan Nordslättsvägen och Södra Nordslättsvägen. Nordslättsvägen fick sitt namn 1983 efter gården Norslätt vars namn stod i motsats till gården Sörslätt. | väg                   | 2017-12-19 | 57°49′40.89″N 11°55′17.06″Ö / 57.8280250°N 11.9214056°Ö  |      |
| Hinse Bro                             | Askim, Stadsdelsnämndsområde Askim-Frölunda-Högsbo.                                         | Hinse bro var en av två broar som förband Askim och Frölunda med varandra. | bro                   | 2019-09-27 | 57°38′45.4″N 11°56′22.0″Ö / 57.645944°N 11.939444°Ö      |      |
| Vevkullornas Gata                     | Masthugget                                                                                  | Kvinnoyrken i Göteborgs hamn är dåligt dokumenterade, men ett ålderdomligt yrke inom hamnen sköttes av kvinnor: rodderskor. Innan ångslupar sköttes trafiken tvärs över kanalerna och älven av roddbåtar. I Stockholm kallades rodderskorna under 1700-alet roddarmadammer. Till Göteborg kom istället en grupp dalkullor under 1840-talet med ”kullbåtarna”. Turerna gick mellan Stora Bommen och Nya Varvet och hade några stopp däremellan: Barlastkajen, Bläsan, Klippan och Röda sten och på Hisingssidan Tjärhovet samt Färjenäs. Epoken med dalkullor och deras roddbåtar var inte långvarig men lämnade avtryck genom bland annat en målning som föreställer kvinnor som ror i älven denna finns i Stadsmuseets samlingar. I tio år dominerade roddkullorna hamnens trafik eftersom alla försök att etablera ångtrafik misslyckades. Efter att ett flertal mer effektiva ångslupslinjer startades blev det 1858 slut på roddverksamheten. Claes Krantz skrev om det 1937 i boken Krinolinens tidevarv. På sidan 200 omnämner Krantz roddargummor och roddkullor. Eftersom sluparna vevas mer än ros bestämdes på mötet namnet vevkullor. | gata                  | 2021-10-25 |                                                          |      |